# داء المبيضات الفموي
داء المبيضات الفموي، المعروف أيضًا باسم القلاع الفموي، هو داء المبيضات الذي يحدث في الفم. داء المبيضات الفموي هو عدوى فطرية (خميرة) ناتجة عن أنواع المبيضات الموجودة على الأغشية المخاطية للفم.
تعد المبيضات البيضاء أكثر الكائنات الحية المسؤولة عن هذه الحالة. توجد المبيضات البيضاء في أفواه نحو 50% من سكان العالم كمكوِّن طبيعي من الميكروبات الفموية. لا تعتبر هذه الحالة مرضًا، ولكن، عندما تصبح أنواع المبيضات ممرضة وتغزو أنسجة العائل، قد يحدث داء المبيضات الفموي. عادةً ما يشكل هذا التغيير عدوى انتهازية من قبل الكائنات الحية الدقيقة غير الضارة عادةً بسبب عوامل موضعية (أي الغشاء المخاطي) أو جهازية تغير مناعة العائل.

## العلامات والأعراض
تعتمد العلامات والأعراض على نوع المبيضات الفموية. في كثير من الأحيان، بغض النظر عن ظهور الآفات، لا توجد علامات أو أعراض أخرى. تعد معظم أنواع المبيضات الفموية غير مؤلمة، ولكن قد يحدث إحساس بالحرقة في بعض الحالات. لذلك، قد يُشخص داء المبيضات بالخطأ على أنه متلازمة الفم الحارق. يكون الإحساس بالحرقة أكثر احتمالًا مع داء المبيضات الحمامي (الضموري)، بينما يكون داء المبيضات مفرط التنسج عادةً بدون أعراض تمامًا. قد يسبب داء المبيضات الضموري الحاد شعورًا وكأن الفم قد احترق بسائل ساخن. تشمل الأعراض المحتملة الأخرى الطعم المعدني أو الحمضي أو المالح أو المر في الفم. نادرًا ما يسبب النوع الغشائي الكاذب أي أعراض باستثناء بعض الانزعاج أو الإحساس بطعم سيئ بسبب وجود الأغشية. قد يصف المريض الأغشية الكاذبة البارزة بأنها «بثور». في بعض الأحيان، قد يحدث عسر بلع (صعوبة في البلع)، ما يشير إلى أن داء المبيضات شمل البلعوم الفموي أو المريء، بالإضافة إلى الفم. قد تتأثر القصبة الهوائية والحنجرة أيضًا في حال وجود المبيضات الفموية، وقد يسبب ذلك بحة في الصوت.

### العوامل المؤهبة
تشمل دفاعات العائل ضد العدوى الانتهازية لأنواع المبيضات:
- الظهارة الفموية، التي تعمل كحاجز فيزيائي يمنع الكائنات الدقيقة من دخول الأنسجة، وهي موقع التفاعلات المناعية الخلوية.
- التفاعلات التنافسية والتثبيطية بين أنواع المبيضات والكائنات الدقيقة الأخرى في الفم، مثل مئات الأنواع المختلفة من البكتيريا.
- اللعاب، الذي يمتلك فعالية تطهير ميكانيكي وفعالية مناعية، بما في ذلك أضداد الغلوبيولينات المناعية أ اللعابية، التي تجمع المبيضات وتمنعها من الالتصاق بالسطح الظهاري؛ والمكونات الأنزيمية مثل الليزوزيم واللاكتوبيروكسيديز ومضادات بروتياز الكريات البيضاء.[8]

#### نقص المناعة
نقص المناعة هو حالة تتمثل بضعف وظيفة الجهاز المناعي، وقد تنجم عن حالات طبية أو علاجات معينة.
يحدث داء المبيضات الغشائي الكاذب الحاد لدى نحو 5% من الأطفال حديثي الولادة. تنتقل أنواع المبيضات من القناة المهبلية للأم أثناء الولادة. في الأعمار الصغيرة جدًا، يكون الجهاز المناعي قيد النمو والتطور ولا توجد استجابة مناعية فردية لأنواع المبيضات، وعادةً ما يتم توفير الأجسام المضادة للفطريات لدى الرضع من حليب الأم.
تشمل الحالات الأخرى من نقص المناعة التي قد تسبب داء المبيضات الفموي فيروس العوز المناعي البشري/الإيدز والسرطان النشط والعلاج الكيميائي أو العلاج بالأشعة.

#### الفم الجاف
تعتبر كمية ونوعية اللعاب من وسائل الدفاع الفموية ضد المبيضات. يعد انخفاض معدل تدفق اللعاب أو التغيير في تكوين اللعاب عاملًا مؤهبًا مهمًا، وتُسمى هذه الحالة نقص وظيفة اللعاب أو نقص اللعاب. يُصنف جفاف الحلق ضمن أسباب داء المبيضات، ولكنه قد يحدث مع أو بدون تغييرات فعلية في بنية اللعاب أو معدل تدفقه.

#### النظام الغذائي
يمكن لسوء التغذية، سواء نتج عن سوء الامتصاص أو نقص الوارد الغذائي، وخاصةً العوامل المقوية للدم (الحديد، وفيتامين ب 12، وحمض الفوليك)، أن يؤهب لداء المبيضات الفموي، إذ يسبب ضعف مناعة العائل وبنية الظهارة لديه. مثلًا، يُعتقد أن فقر الدم الناجم عن نقص الحديد يسبب ضعف المناعة الخلوية. تشير بعض المصادر إلى أن نقص فيتامين أ أو البيريدوكسين مرتبطان أيضًا بهذه الحالة.
هناك أدلة محدودة على أن النظام الغذائي الغني بالكربوهيدرات يؤهب لحدوث داء المبيضات الفموي. تظهر الدراسات في المختبر أن نمو المبيضات والتصاقها وتكوين أغشيتها الحيوية تعتمد على وجود الكربوهيدرات مثل الجلوكوز والجالكتوز والسكروز.

#### التدخين
يعتبر التدخين، وخاصةً المكثف، عاملًا مؤهبًا مهمًا، ولكن الأسباب غير معروفة. تقول إحدى الفرضيات إن دخان السجائر يحتوي على عوامل مغذية للمبيضات البيضاء، أو أن التدخين يسبب تغيرات ظهارية موضعية، ما يسهل استعمار أنواع المبيضات.

#### المضادات الحيوية
تقضي المضادات الحيوية واسعة الطيف (مثل التيتراسايكلن) على البكتيريا المنافسة وتخل بالبيئة الطبيعية المتوازنة للكائنات الدقيقة في الفم، ما قد يسبب داء المبيضات المحرض بالمضادات الحيوية.

#### عوامل اخرى
قد تساهم عدة عوامل أخرى في الإصابة بالعدوى، بما في ذلك اضطرابات الغدد الصماء (مثلًا، مرض السكري عند ضعف السيطرة عليه)، و/أو وجود بعض الآفات المخاطية الأخرى، خاصةً تلك التي تسبب فرط التقرن و/أو خلل التنسج (مثل الحزاز المسطح). هذه التغييرات في الغشاء المخاطي تجعله عرضة لعدوى ثانوية بداء المبيضات. ترتبط التغيرات الفيزيائية الأخرى في الغشاء المخاطي أحيانًا بفرط نمو المبيضات، مثل اللسان المشقق (نادرًا) وثقب اللسان والتأتب و/أو الاستشفاء.

## العلاج
يمكن علاج داء المبيضات الفموي بالأدوية الموضعية المضادة للفطريات، مثل النيستاتين أو الميكونازول أو البنفسج البلوري أو الأمفوتيريسين ب. قد يتطلب الأمر الاستئصال الجراحي للآفات في الحالات التي لا تستجيب للمضادات الفطرية.
قد يكون التثبيط المناعي الأساسي قابلًا للتدبير بمجرد تحديده، وهذا يساعد على منع تكرار العدوى الفطرية.
قد يحتاج المرضى الذين يعانون من نقص المناعة، سواء كان ناتجًا عن الإصابة بفيروس العوز المناعي البشري/الإيدز أو العلاج الكيميائي، إلى وقاية أو علاج جهازي بالمضادات الفطرية الفموية أو الوريدية. مع ذلك، هناك دليل قوي على أن الأدوية التي يتم امتصاصها بشكل كامل أو جزئي في الجهاز الهضمي تمنع حدوث داء المبيضات بفعالية أكثر من الأدوية التي تُمتص بطرق أخرى.
إذا كان داء المبيضات ثانويًا لاستخدام الكورتيكوستيرويد أو المضادات الحيوية، يجب إيقاف الاستخدام، رغم أن ذلك لا يكون دائمًا خيارًا ممكنًا. يمكن علاج داء المبيضات الثانوي لاستخدام الستيرويدات المستنشقة عن طريق المضمضة بالماء بعد استشاق الستيرويد. قد يؤدي استخدام أداة المباعدة لتقليل التلامس مع الغشاء المخاطي الفموي إلى الحد من خطر الإصابة بداء المبيضات الفموي بشكل كبير.
في داء المبيضات الفموي المتكرر، يشكل استخدام المضادات الفطرية من زمرة الآزول خطر انتقاء وإثراء سلالات المبيضات المقاومة للأدوية. أصبحت مقاومة الأدوية أكثر شيوعًا وتمثل مشكلة خطيرة لدى الأفراد الذين يعانون من نقص المناعة.
يُطبق الاستخدام الوقائي للمضادات الفطرية أحيانًا لدى المصابين بفيروس العوز المناعي البشري وفي أثناء الخضوع للعلاج بالأشعة أو العلاج المثبط للمناعة أو العلاج بالمضادات الحيوية لفترات طويلة، فقد تكون الإصابة بالعدوى الفطرية لهذه المجموعات أكثر خطورة.
يمكن تقليل الحمل الفموي للمبيضات عن طريق تطبيق وتحسين إجراءات نظافة الفم، مثل تنظيف الأسنان بانتظام واستخدام غسول الفم المضاد للميكروبات. نظرًا لأن التدخين مرتبط بالعديد من أشكال المبيضات الفموية، قد يكون الإقلاع عنه مفيدًا.

## عوامل الخطر
1. الأطفال حديثي الولادة.
2. مرض الذئبة الحمراء.
3. كأثر جانبي للدواء، والسبب الأكثر شيوعا هو تناول المضادات الحيوية (قد يتم تخفيض المخاطر عن طريق شطف الفم بانتظام بالماء بعد تناول الدواء).
4. الأشخاص الذين لديهم نقص المناعة (على سبيل المثال نتيجة لمرض الإيدز / فيروس نقص المناعة البشرية أو العلاج الكيماوي
5. التغيرات الهرمونية لدى النساء، نتيجة الحمل أو تناول حبوب منع الحمل.
6. ثقب اللسان.

## العلاج
يمكن علاج داء المبيضات الفموي مع العقاقير الموضعية المضادة للفطريات مثل النيستاتين، ميكونازول، أو الامفوتريسين باء ويعطى بمثابة معلق عن طريق الفم يتم غسلها حول الفم ثم يبتلعها المريض.